# Jacqueline Logan
Jacqueline Logan (Corsicana (Texas) 30 novembre de 1904 – Melbourne (Florida) 4 abril de 1983) va ser una estrella del cinema mut que va actuar entre els anys 1921 i 1931.

## Carrera teatral
El seu pare era un notable arquitecte de Texas i la seva mare va ser professora de música i cantant d'òpera amb el Conservatori de Boston. Amb la seva mare va viatjar per diversos països per raons professionals. A l'edat de 8 anys va acompanyar la seva mare una temporada a Anglaterra i un any després en una gira per Mèxic. Jacqueline va viatjar a Colorado Springs per motius de salut. Mentre era allà va seguir un curs de periodisme impartit per Ford Frick i també va actuar en teatre fent petits papers en obres com "Little Lord Fauntleroy" i "The Poor Little Rich Girl". Es va traslladar a Chicago, on va trobar treball com a ballarina en una producció teatral. Per aconseguir la feina va haver de falsejar la seva edat i quan això es va descobrir, va haver d'abandonar la representació.

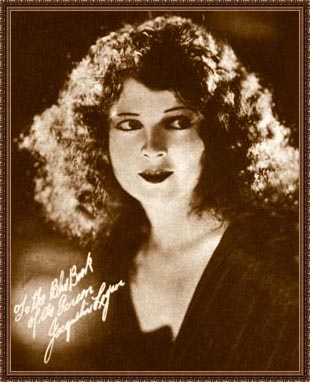
Foto publicitària signada de Jacqueline Logan del 1923

Decidida a ser actriu cinematograàfica a través del teatre musical, en unes vacances a Nova York es va presentar a les oficines dels Shubert i va aconseguir un petit paper al musical de Broadway Flora Dora (1920). En aquella època Flo Ziegfeld es va fixar en ella i la contractar per ballar en el seu Ziegfeld Roof. Va substituir Billie Donovan, que deixava aquella feina per actuar a Hollywood. A més del treball amb Ziegfeld, Jacqueline va posar com a model per a Alfred Cheney Johnston. També actuar en una comèdia de Johnny Hines.

## Cinema mut
Jacqueline va aconseguir una prova cinematogràfica amb l'actor Ben Lyon, que encara era un desconegut. Treballant per a Associated Producers, Logan va ser escollida, conjuntament amb Jane Peters, la futura Carole Lombard, per actuar en la pel·lícula de 1921 The Perfect Crime. Aquell mateix any va treballar amb Mabel Normand a la pel·lícula Molly O'. Aviat va començar a tenir rols de protagonista en pel·lícules ben diferents com westerns, drames o comèdies.
Entre els papers importants que va interpretar en aquests primers anys destaquen Burning Sands (1922), Sixty Cents an Hour (1923), Java Head (1923), i A Man Must Live (1924). El 1925 es va casar amb Ralph James "Bob" Gillespie. El 1926 Jacqueline va rodar Footloose Widow, amb Louise Fazenda, i el 1927 Blood Ship amb Richard Arlen. Aquell mateix any va ser seleccionada per Cecil B. De Mille per al paper de Maria Magdalena en la pel·lícula The King of Kings (1927), que va ser un gran èxit de taquilla. Amb l'aparició del cinema sonor, la veu de Jacqueline va ser gravada per acompanyar el seu paper en alguna pel·lícula originalment muda.

## Guionista i directora de cinema

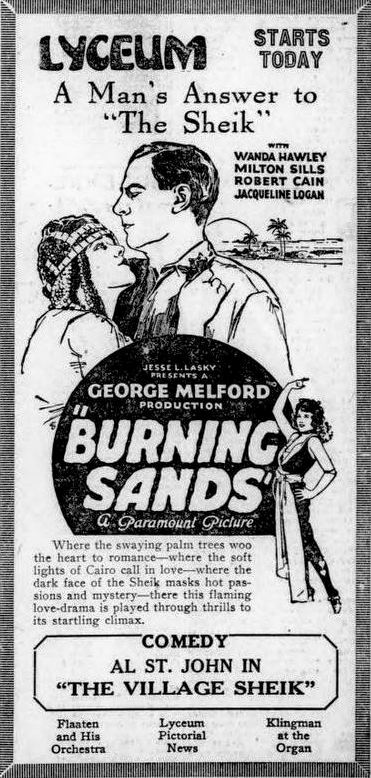
Milton Sills i Jacqueline Logan en un anunci publicitari de la pel·lícula "Burning Sands" (1922)

El 1928 es va divorciar del seu marit acusant-lo de crueltat. El mateix 1928, pocs mesos després, es va casar a Tijuana amb el broker de Los Angeles Larry Winston. Jacqueline va ser acusada de bigàmia, ja que els tràmits del seu divorci no havien acabat. El fiscal del districte va declarar que si el matrimoni tornava a Los Angeles, es prendrien mesures contra ells. En la mateixa situació s'havia trobat Rodolfo Valentino en casar-se amb Natacha Rambova el 1922, que no es va lliurar del càrrec de bigàmia fins que es va separar. Logan, no va tenir gran èxit en el cinema sonor. Va rodar un dels primers musicals, Show of Shows (1929), dins un repartiment amb diferents estrelles. A aquest van seguir alguns dels primers títols de cinema sonor realitzats per la Columbia Pictures però tot i que va acudir a classes de veu, cada cop va tenir papers menys importants. El matrimoni va decidir traslladar-se a Anglaterra i ella va treballar sobretot al teatre. Va actuar en obres com Smoky Cell aconseguint bones crítiques. Va ser premiada amb el English film Middle Watch. El 1931 va escriure dues pel·lícules d'èxit: Knock-Out (1931) i Strictly Business (1931) que també va dirigir. De totes maneres, al retornar a Hollywood, no va tenir oportunitats per continuar la seva nova carrera. Va actuar en diferents obres de teatre a Broadway com Merrily We Roll Along and Two Strange Women. Es va retirar del cinema el 1934. Va viure la resta de la seva vida entre Nova York i Florida. Va esdevenir una activista anticomunista i un membre prominent de la John Birch Society. Va morir a Melbourne, Florida, als 78 anys, el 4 d'abril de 1983.

## Filmografia
- A Perfect Crime (1921)
- White and Unmarried (1921)
- The Fighting Lover (1921)
- Molly O (1921)
- Fool's Paradise (1921)
- Gay and Devilish (1922)
- A Tailor-Made Man (1922)
- Saved by Radio (1922)
- Burning Sands (1922)
- Ebb Tide (1922)
- A Blind Bargain (1922)
- Java Head (1923)
- Mr. Billings Spends His Dime (1923)
- Sixty Cents an Hour (1923)
- Salomy Jane (1923)
- The Light That Failed (1923)
- Flaming Barriers (1924)
- The Dawn of a Tomorrow (1924)
- Code of the Sea (1924)
- Dynamite Smith (1924)
- The House of Youth (1924)
- Manhattan (1924)
- A Man Must Live (1925)
- The Sky Raider (1925)
- Playing with Souls (1925)
- If Marriage Fails (1925)
- Thank You (1925)
- Peacock Feathers (1925)
- When the Door Opened (1925)
- Wages for Wives (1925)
- The Outsider (1926)
- White Mice (1926)
- Out of the Storm (1926)
- Tony Runs Wild (1926)
- Footloose Widows (1926)
- One Hour of Love (1927)
- The King of Kings (1927)
- The Blood Ship (1927)
- For Ladies Only (1927)
- The Wise Wife (1927)
- The Leopard Lady (1928)
- Midnight Madness (1928)
- Broadway Daddies (1928)
- The Beautiful Spy (1928)
- The Cop (1928)
- Stocks and Blondes (1928)
- Power (1928)
- The Charge of the Gauchos (1928)
- The Look Out Girl (1928)
- Nothing to Wear (1928)
- Ships of the Night (1928)
- The River Woman (1928)
- The Faker (1929)
- Stark Mad (1929)
- The Bachelor Girl (1929)
- The King of the Kongo (1929)
- The Show of Shows (1929)
- Sombras habaneras (1929)
- General Crack (1930)
- Symphony in Two Flats (1930)
- The Middle Watch (1930)
- Shadows (1931)